# Colin Murdoch
Colin Albert Murdoch ONZM (* 6. Februar 1929 in Christchurch, Neuseeland; † 4. Mai 2008 in Timaru) war ein neuseeländischer Apotheker, Tierarzt und Erfinder. Er ist u. a. der Erfinder des Betäubungsgewehrs und der Einwegspritze und war mit dem neuseeländischen Verdienstorden ausgezeichnet.

## Leben
Murdoch war aufgrund seiner Legasthenie in der Schule wenig erfolgreich, bewies aber schon in jungen Jahren ausgeprägte mechanische und technische Fertigkeiten und ein Talent für Chemie. Im Alter von 10 Jahren mischte er selbst Schwarzpulver und baute eine Feuerwaffe zusammen. Er studierte am College of Pharmacy in Wellington und wurde, wie sein Vater vor ihm, Apotheker. Später folgte ein weiteres Studium, das er als Tiermediziner abschloss. Als Erfinder entwickelte er unter anderem einen kindersicheren Flaschenverschluss und einen geräuschlosen Einbruchsalarm.
Trotz seiner zahlreichen Erfindungen wurde Murdoch kein reicher Mann; er vermied es, Patentklagen gegen Kopien seiner Ideen anzustrengen, da er nach eigener Aussage froh war, wenn dadurch Menschen geholfen würde.

## Einwegspritze
Als Apotheker und Tierarzt war sich Murdoch der Gefahren beim Wiederverwenden einer Glasspritze wohl bewusst, es gibt ein hohes Risiko einer Infektionsübertragung von einem Patienten zum nächsten (sowohl bei Menschen wie auch bei Tieren), wenn die Spritze nicht sorgfältig sterilisiert wird. Um dieses Risiko zu umgehen und weil er auf der Suche nach einer effektiveren Betäubungsmethode für Wildtiere war, entwickelte er die aus Kunststoff gefertigte Einwegspritze. Murdoch präsentierte seine Erfindung beim Gesundheitsamt, wo sie allerdings als „zu futuristisch“ eingestuft wurde. Mangels finanzieller Unterstützung war die Weiterentwicklung seiner Idee für einige Jahre nicht möglich. Als er später das Patent zugesprochen bekam, wurde die Einwegspritze ein weltweiter Erfolg, der heute täglich millionenfach in Verwendung ist.

## Betäubungsgewehr
Während seiner Mitarbeit an einer Studie zur Population von Wildtieren hatte Murdoch die Idee, dass die Tiere viel einfacher einzufangen und zu untersuchen seien, wenn die Betäubung bereits aus der Ferne stattfinden könnte. Murdoch war mit Schusswaffen bereits bestens vertraut, da er während des Zweiten Weltkrieges Waffen repariert und modifiziert hatte. Er entwickelte daraufhin verschiedene Gewehre, Pistolen und Betäubungspfeile unter dem Firmennamen Paxarms Limited (Die Abkürzung Paxarms steht für Frieden und Waffen).

## Auszeichnungen
1976 gewann er drei Goldmedaillen und eine Bronzemedaille bei der World Inventions Fair in Brüssel. Im Jahre 2000 wurde er mit dem neuseeländischen Verdienstorden ausgezeichnet.